# Denglu Wan
Denglu Wan (chinesisch 登陸湾 ‚Landungsbucht‘) ist eine Bucht von Nelson Island im Archipel der Südlichen Shetlandinseln. Sie ist die nördliche Nachbarbucht der Edgell Bay und wird nach Norden durch die Stansbury-Halbinsel begrenzt.
Chinesische Wissenschaftler benannten sie 1986 im Zuge von Vermessungs- und Kartierungsarbeiten.